# エデンの嵐
エデンの嵐 (Rage in Eden)はイギリスのバンド、ウルトラヴォックスの5枚目のアルバム。1981年9月11日リリース。前作、前々作と同じくコニー・プランク所有のスタジオで作業が進められた。カバーアートデザインはジョイ・ディヴィジョンやニュー・オーダーの作品で知られるピーター・サヴィルによるもの。アルバムは全英4位を記録し、前作同様成功を収めた。

## 収録曲
1. ザ・ヴォイス / The Voice - 6:00
2. ウィ・スタンド・アローン / We Stand Alone - 5:40
3. エデンの嵐 / Rage in Eden - 4:13
4. 追憶 / I Remember (Death in the Afternoon) - 4:59
5. 幻想の壁 / The Thin Wall - 5:41
6. ストレンジャー・ウィズイン / Stranger Within - 7:26
7. アクセント・オン・ユース / Accent on Youth - 5:57
8. 上昇 / The Ascent - 1:07
9. 忘却の彼方 / Your Name (Has Slipped My Mind Again) - 4:30

- リイシュー版から『アクセント・オン・ユース』の演奏時間が4:45、『上昇』の演奏時間が2:19に編集されている。

### 2000年リイシュー版ボーナス・トラック
1. アイ・ネヴァー・ウォンテッド・トゥ・ビギン / I Never Wanted to Begin （『幻想の壁』B面曲） - 3:51
2. 不思議な小径 / Paths and Angles （『ザ・ヴォイス』B面曲） - 4:17
3. I Never Wanted to Begin (Extended Version) - 6:17

### 2008年リマスター版ボーナス・ディスク
1. "I Never Wanted to Begin" - 3:31
2. "Paths and Angles" - 4:19
3. "I Never Wanted to Begin (Extended Version)" - 6:17
4. "Private Lives (Live)" - 4:51
5. "All Stood Still (Live)" - 4:19
6. "I Remember (Death in the Afternoon) (Live)" - 5:47
7. "Stranger Within (Live)" - 8:02
8. "Rage in Eden (Live)" - 4:26
9. "Accent on Youth (Live)" - 4:45
10. "The Ascent (Live)" - 2:27
11. "Your Name (Has Slipped My Mind Again) (Live)" - 4:45
12. "Stranger Within (Work in Progress Mix)" - 7:11
13. "The Thin Wall (Work in Progress Mix)" - 5:16

## メンバー
- ミッジ・ユーロ - ボーカル、 ギター、シンセサイザー
- クリス・クロス - ベース、シンセサイザー、ボーカル （不思議な小径）
- ウォーレン・カン - ドラムス、電子ドラム、コーラス、リードボーカル （不思議な小径）
- ビリー・カーリー - ピアノ、シンセサイザー、ヴィオラ、ヴァイオリン